# Парис, Луи
Антуа́н Луи́ Пари́с (фр. Antoine Louis Paris; 4 августа 1802, Марна — 4 сентября 1887, там же) — французский историк, библиотекарь, архивист. Младший брат историка и литературоведа Полена Париса, дядя историка французской литературы Гастона Париса.

## Биография
Луи Парис родился в 1802 году во французском департаменте Марна (по одним источникам — в Эперне, по другим — в Авне-Валь-д’Ор). С 1834 по 1846 год служил архивистом-библиотекарем в городской библиотеке Реймса и выпустил двухтомный каталог хранившихся в ней изданий.
В 1828 году Парис приехал в Россию и поступил в дом княгини Урусовой в качестве учителя её детей. Однако уже в 1829 году Парис был выслан из страны из-за подозрений в неблагонадёжности. Причиной стало написанное им брату Полену письмо, в котором он критически отзывается о российской цензуре и допускает иные нелестные высказывания. По возвращении на родину Парис опубликовал 100-страничную брошюру «История России с начала монархического правления и до наших дней» (1832), а позднее перевёл на французский язык «Летопись Нестора» (1834—1835). Кроме того, в 1837 году он опубликовал статью о так называемом Реймсском евангелии славянского происхождения, на котором, по преданию, в XVI—XVII веках присягали при короновании французские короли. Ценная рукопись считалась уничтоженной во время Революции, и о том, что она хранится в реймсской библиотеке, учёный мир известил именно Луи Парис.
В 1847 году Парис переехал в Париж. Там он на протяжении тридцати лет выпускал «Исторический кабинет» (фр. Cabinet historique) — ежегодник публикаций по истории французских провинций. Он также был членом комиссии по историческим памятникам, членом французского общества литераторов и одним из основателей Реймсской национальной академии. Кроме того, Луи Парис — автор ряда публикаций по истории, искусству и архитектуре Реймса и Шампани в целом.
В 1875 году Парис вернулся в Эперне и до 1883 года служил там в муниципальной библиотеке (в 1883—1884 годах он выпустил двухтомный каталог хранящихся в ней печатных изданий). Там он и умер в 1887 году (по другим данным — в Авне-Валь-д’Ор).